# Lebensweltorientierte Soziale Arbeit
Die Lebensweltorientierte Soziale Arbeit ist ein Theoriekonzept der Sozialen Arbeit, das auf dem Postulat basiert, dass in allen Unterstützungen von den alltäglichen Erfahrungen und Bewältigungsmustern der Adressaten ausgegangen werden muss. Daraus ergibt sich ein spezifisches Verständnis der Adressaten, ebenso auch spezifische methodische und organisationelle Arrangements der Sozialen Arbeit.

## Zur Orientierung: Zwei Fallvignetten
Familienhilfe: Um bei Problemen der Kinder und Heranwachsenden oder der Erwachsenen, also bei Schulschwierigkeiten, Überlastung oder auch Krankheit, helfen zu können, arbeitet eine Fachkraft nicht mit den Einzelnen am eigenen Ort von Beratung oder Gruppentreffs, sondern in einer Familie, an deren Alltag sie teilnimmt; sie sucht die Familie im Zusammenleben in ihren alltäglichen Selbstverständlichkeiten und Handlungsmustern kennen zu lernen, um von da aus mit ihnen Wege zu einem verbesserten Arrangement zu finden. Die Sozialarbeiterin sucht die Menschen darin zu respektieren, wie sie miteinander auskommen, und sie zugleich zu sehen, was sie auch können und im Verborgenen vielleicht erhoffen. In der Gemeinsamkeit des Alltagslebens – beim Kochen, Spielen und Sich-Unterhalten oder in gemeinsamen Unternehmungen – soll sich ein Vertrauen entwickeln, das es möglich macht eingeschliffene, aber unglückliche Selbstverständlichkeiten bewusst zu machen und zu problematisieren. Es gilt neue Ressourcen zu entdecken, also Ressourcen im jeweiligen Selbst-, Arbeits- oder Lernverständnis und im Verhältnis zur Umwelt der Kindertagesbetreuung, der Schule, zum Jugendamt oder dem Hausarzt und vor allem auch der Nachbarschaft und der Freundschaften, des Sportvereins oder der Verwandtschaft. Sie öffnet der Familie Wege aus ihrer Isolation in die Nachbarschaft und in gemeinschaftliche Aktivitäten im Gemeinwesen. So soll sich in Phasen auf dem anstrengenden Weg aus dem Ineinander von Verunsicherung, Konflikten und neuen Orientierungen ein gemeinsamer Prozess ergeben. Die Sozialarbeiterin geht von einem Verständnis für den gegebenen Alltag aus, sie vertraut den Möglichkeiten der Adressatinnen, sie deckt in der Alltagslethargie weggedrückte, untragbare Praktiken auf, sie agiert in einem vorsichtigen, sich allmählich in den Möglichkeiten weiterentwickelnden, von allen getragenen Prozess.
Mobile Jugendarbeit (Straßensozialarbeit) mit Gruppen von Jugendlichen:  Die Jugendlichen treffen sich oft in der Flucht aus ihren Familien und in bewusster Abkehr von Schule, Ausbildung und deren Erwartungen an eigenen Orten, sie hängen miteinander ab, unternehmen etwas gemeinsam, hören Musik oder spielen an ihren Handys. Wenn der Sozialarbeiter diese Jugendlichen an ihren Treffpunkten aufsucht, sieht er sie nicht primär von den Auffälligkeiten der Jugendlichen aus – Krach mit oder Sich-Verschließen gegenüber ihrer Familie, Lernprobleme und Schulverweigerung oder öffentliche Provokationen –, sondern als Jugendliche an einen Ort, an dem sie etwas gelten und mit ihren Interessen Anerkennung finden in der Gemeinsamkeit der Gruppe. Sie sieht aber auch die Schwierigkeiten, die riskanten Unternehmungen und die Probleme in und mit der Öffentlichkeit, die gesundheitlichen Problemen und Risiken mit Alkohol und Drogen, die Spannungen innerhalb der Gruppe. Die Arbeit des Sozialarbeiters ist heikel – Jugendliche, die sich protestierend in ihre eigene Welt zurückziehen, sind misstrauisch. Es muss also gelingen, Vertrauen zu gewinnen, die Gruppe muss sie als nützlich erfahren, es gilt, den Lebensraum der Gruppe zu sichern und für die gegebenen Bedürfnisse Äußerungsformen zu finden, die nicht gefährlich und gefährdend sind. Dabei braucht es die Balance zwischen dem Werben um Vertrauen, den Anregungen zu gemeinsamen, zugänglichen und attraktiven Aktivitäten und den Arrangements für elementare Versorgungsleistungen. In solchen Unterstützungen im Alltag können sich den Jugendlichen dann auch Perspektiven für ein Leben neben und jenseits der Gruppe eröffnen.

### Zur Entstehung des Konzepts Lebensweltorientierte Soziale Arbeit
Das Konzept der Lebensweltorientierten Sozialen Arbeit ist in den 1970er Jahren im Kontext der generellen Gesellschaftskritik in der damaligen Bundesrepublik entstanden. Gegenüber der damaligen Praxis eines autoritären und stigmatisierenden Umgang mit den Adressaten und der Verwaltungsdominanz entstand ein neues kritisches Bewusstsein der gesellschaftlichen und sozialen Funktion der Sozialen Arbeit. Von da aus entwickelte der Tübinger Sozialpädagoge Hans Thiersch das Konzept einer alltags- und lebensweltorientierten Sozialen Arbeit. Deren spezifische Aufgaben, Unterstützungen und Hilfen in belasteten Lebensverhältnissen zu leisten, wurde im Konzept in einer neuen Weise im Horizont der alltäglichen Bewältigungserfahrungen der Adressaten. Es klinkt sich damit in eine allgemeine gesellschaftliche Problemlage ein, denn die Frage nach dem Alltag war im letzten Jahrhundert zunehmend zum Thema geworden. Angesichts der gegebenen Herrschafts- und Unterdrückungsverhältnisse und angesichts der zunehmenden Differenzierung und Organisation der gesellschaftlichen Lebensverhältnisse erweist sich die Bewältigung des Lebens im Alltag zunehmend als zentrales Problem der Lebensgestaltung. Man redet vom alltäglichen Chaos in Familien; Alltagsprobleme bestimmen Erzählungen, Biografien und Autobiografien und ebenso sozialwissenschaftliche und philosophische Konzepte. Vor diesem Hintergrund entwickelt lebensweltorientierte Soziale Arbeit ihr eigenes Theoriekonzept mit einem spezifischen Verständnis der Adressaten und des sozialpädagogischen Handelns und seiner Organisationen. Das Konzept hat sich seit den 1990erJahren als eines der maßgeblichen Theoriekonzepte für Disziplin und Profession der Sozialen Arbeit durchgesetzt. Lebensweltorientierte Soziale Arbeit versteht sich als Rahmenkonzept einer Sozialen Arbeit, das es gegen gesellschaftliche Tendenzen und gegen Widerstände in der Struktur der eigenen Arbeit durchzusetzen gilt. Zwar konnte es in Ansätzen, in Projekten und Tendenzen realisiert werden, es bleibt aber in der Realität der gesellschaftlichen Machtstrukturen und der institutionellen und professionellen Widersprüche über weite Strecken Programm. Lebensweltorientierte Soziale Arbeit ist als Aufgabe „work in progress“.

## Theoretische Hintergründe
Das Konzept Lebensweltorientierung steht in der hermeneutischen Tradition der Pädagogik (Dilthey, Nohl) und seiner Weiterführung in einer kritischen Pädagogik, die im Interaktionismus fundiert ist (Mollenhauer). Die Sicht der Adressaten ist bestimmt in der phänomenologischen Frage nach der Lebenswelt (Husserl) und nach den Mustern des alltäglichen Verhaltens (Schütz, Berger/Luckmann); eine kritische Alltagstheorie (Bourdieu, Kosik) wird mit neueren Arbeiten zur Gesellschaftstheorie verbunden (Habermas, Beck, Reckwitz). In Bezug auf das pädagogische Handeln und seine institutionellen Organisationen sieht sich das Konzept in vielfältigen Bezügen zu Pestalozzi, Bernfeld, Korczak und Nohl und der breiten neueren Fachdiskussion. In der sozialethischen Bestimmung der Sozialen Arbeit steht das Konzept in der Tradition der Aufklärungsideen von Gerechtigkeit, Freiheit und Gleichheit; es konkretisiert sie im gesellschaftskritischen Modell Heimanns: Die herrschenden Kapital- und Machtverhältnisse stehen im Kampf gegen die sozialen Interessen; diese Interessen müssen im Kompromiss, der die Demokratie und den Sozialstaat im Horizont der Menschenrechte bestimmt. Dieses Konzept kann in fachlicher Parallele gesehen werden zum Ansatz der Sozialpsychiatrie (Dörner/Plog) und der Gemeindepsychologie (Keupp) oder auch des medizinischen Modells der Salutogenese. Im allgemeinen gesellschaftlichen Kontext ergeben sich vielfältige Parallelen zu zivilgesellschaftlichen und sozialen Bewegungen und vor allem zur feministischen Diskussion von alltäglicher Sorgearbeit, von Care (Bitzan; Brückner/Thiersch).

## Alltäglichkeit, Alltagswelten, Lebenslagen
Lebensweltorientierte Soziale Arbeit hat ihren Ausgang in den Fragen nach dem Alltag ihrer Adressaten, nach deren eigenen alltäglichen Handlungs- und Deutungsmustern. Diese Fragen beziehen sich auf drei Ebenen. Auf der einen wird thematisiert, wie alle Menschen in ihren Lebensverhältnissen sich in der Welt finden und versuchen, mit ihrem Leben zurande zu kommen. Diese erste, gleichsam anthropologisch allgemeine Ebene der Alltäglichkeit konkretisiert sich – das ist die zweite Ebene – in Alltagswelten zum Beispiel der Familie, des Jugendlebens, der Schule und der Arbeit; in diesen Alltagswelten gelten die allgemeinen Muster alltäglicher Lebensbewältigung in der Unterschiedlichkeit der konkreten Gestaltungen. Beide, Alltäglichkeit und Alltagswelten, sind bestimmt – und das ist die dritte Ebene – durch soziale, kulturelle und materielle Strukturen, also durch die Lebenslagen (s. dazu Björn Kraus). Die Vorderbühne von Alltäglichkeit und Alltagswelten ist durch die Hinterbühne der Lebenslagen geprägt; Alltäglichkeit und Alltagswelten sind die Schnittstelle des Alltäglich-Konkreten und des Gesellschaftlich-Strukturellen, des Subjektiven und des Objektiven. Lebensweltorientierte Soziale Arbeit sieht den Alltag auf diesen drei Ebenen, sie setzt auf der Ebene der Alltagswelten in den Bewältigungsaufgaben der Alltäglichkeit an und agiert darin im Horizont der Lebenslagen, die die Alltäglichkeit und die Alltagswelten bestimmen.

### Das Alphabet der Alltäglichkeit
Die alltäglichen Bewältigungsmuster lassen sich in ihren Besonderheiten als Alphabet der Alltäglichkeit fassen. Im Alltag wollen die Menschen zurechtkommen, sie wollen zu essen haben, sie lieben ihre Kinder, sie sorgen sich umeinander, sie haben Angst vor Katastrophen. Diese Bewältigungsmuster zeigen ein spezifisches Verhältnis zur Wirklichkeit: Menschen finden sich in einer gegebenen sozialen Welt und ihren Handlungs- und Verstehensmustern, in ihnen wollen sie bestehen, sie übernehmen und verändern sie. Menschen finden sich in ihrem Leib, sie finden sich in einer in Zeit und Raum strukturierten Umwelt, in sozialen Beziehungen, sie verstehen und handeln in einem Ineinander von Gefühlen und Überlegungen. Sie suchen für die ihnen zukommenden Aufgaben Routinen, also Ordnungen, auf die sie sich verlassen können. Menschen handeln pragmatisch, sie wollen mit den gestellten Aufgaben zurechtkommen, sie agieren im Modus des Erledigens und wollen sich in ihm behaupten. Fragen nach Hintergründen und Bedingungen ihres Handelns treten demgegenüber zurück, es gilt die Bewältigung im Hier und Jetzt in der Unmittelbarkeit der eigenen Erfahrungen. Darin wollen sie sich vor den anderen und damit vor sich selbst achten können; sie suchen in ihren Erledigungsaufgaben in den Verhältnissen Anerkennung. In dieser Welt der Alltäglichkeit aber finden sie sich in Ambivalenzen. Menschen leben in einem Leib, der es ihnen möglich macht, Aufgaben zu erfüllen und sich gleichsam mit sich einverstanden zu erfahren, oder sie in Unzulänglichkeiten oder Krankheiten beschränkt; sie finden sich in einer Zeit, die strukturiert sein kann und Perspektiven eröffnet oder von der Angst vor einer ungewissen Zukunft bestimmt ist; sie finden sich in einem Raum, in dem sie für ihre Interessen einen Ort finden und sich zuhause fühlen, oder in einem Raum, in dem für sie kein Platz ist, der sie beengt oder ängstigt. Routinen können jene elementaren Sicherheiten darstellen, ohne die Menschen – und Kinder und Heranwachsende zumal – sich nicht in die Offenheit der Welt trauen können, sie können zugleich aber das Verhalten auf enge Gewohnheiten festlegen, einschränken und zur Angst vor Veränderung und Neuerung führen. Pragmatismen können das Leben erleichtern, können in Großzügigkeit, Verschlagenheit und Witz unübliche und hilfreiche Wege zur Problemlösung sehen, aber sie können auch zu einer Schlamperei führen, die alle Konzentration und weiterführende Anstrengungen unterläuft – „‘s passt schon“ ist hier die verharmlosende Maxime.
In dieser Ambivalenz sind die gegebenen Selbstverständlichkeiten die Basis der Lebenserfahrungen und Lebensaufgaben, sie müssen aber im Widerstreit zwischen bornierten, einengenden Möglichkeiten und offenen, freieren Möglichkeiten verstanden werden. Alltagserfahrungen sind – so Kosik – in ihrer Konkretheit zugleich „pseudokonkret“ und „Praxis“: die pseudokonkrete Unmittelbarkeit der Alltäglichkeit muss in ihrer Borniertheit aufgebrochen und destruiert werden, damit die in ihr gegebenen Möglichkeiten der Praxis freigesetzt werden können. So ist der Alltag bestimmt im Kampf gegen die rasche Zufriedenheit oder Resignation im Gegebenen, gegen die Tabuisierung und Verdrängung von Unzulänglichkeiten, die als Stigma versteckt werden und in der verängstigten Abwehr von Veränderungen; es geht um den Konflikt des Gegebenen mit dem Möglichen. Die Menschen haben ein Wissen, dass es auch anders sein könnte, freundlicher, besser; in der Erfahrung von Unzulänglichkeit, Trauer, Schmerz und Wut in den Verhältnissen geht es immer auch – mit Ernst Bloch geredet – um die Arbeit an der konkreten Utopie, „von der wir nichts haben, als die Bewegung daraufhin“[iii], es geht um das Gelingendere, um die Offenheit zu einem ‚gelingenderen Alltag‘, um Bewegungen hin zum Gelingenderen.

### Alltagswelten
Das Grundmuster eines Alphabets der Alltäglichkeit realisiert sich in den Alltagswelten, zum Beispiel in der Familie, in der Jugendwelt, in der Genderkultur, in der Schule oder in der Arbeit (siehe dazu auch Böhnischs Konzept von Milieus). Die Allgemeinheit des Grundmusters der Alltäglichkeit zeigt sich in der konkreten Unterschiedlichkeit der Lebenswelten, alles Verstehen bewegt sich in dieser Spannung des Allgemeinen und des Konkreten. Diese verschiedenen Alltagswelten werden im Nebeneinander und Nacheinander des Lebenslaufs erfahren, wichtig sind vor allem auch Übergänge zwischen den Lebenswelten, von der Familie in die Kindertagesbetreuung und die Schule usw.

### Lebenslagen
Alltäglichkeit und Alltagswelten sind geprägt durch die Strukturen der Gesellschaft, die als Lebenslagen verstanden werden. Thiersch selber führt hierzu aus, er nehme im Rahmen seiner aktuellsten (2020) Bestrebungen zur Klärung begrifflicher Ungenauigkeiten den "eingeführten Begriff der Lebenslage auf". Dabei verweist er selber: "Zur Klärung der Begrifflichkeit, und darin vor allem zur Unterscheidung von Lebenswelten, Lebenslagen und Lebensbewältigung, neben Böhnisch vor allem [auf] Björn Kraus (2006 und 2019) vor systemtheoretischen Hintergrund". Ich deute in Stichworten an: Lebenslagen sind bestimmt durch die Machtverhältnisse, also die Unterschiede an materiellem und sozialem Kapital, sie sind bestimmt durch Machtverhältnisse zwischen den Geschlechtern und der kulturellen und sozialen Herkunft sowie durch die Imperative der Leistungs- und Konkurrenzgesellschaft. Die virtuellen Welten werden mächtig und die ökologischen Perspektiven bedrohlich. Und: Die Gesellschaft bietet im Nebeneinander der Lebenswelten unterschiedliche Lebensformen an und darin die Möglichkeit eines eigenen, selbstbestimmten Lebensentwurfs, in der die Einzelnen sich in ihrer Eigenart als Person, in ihrer „Singularität“ (Reckwitz) repräsentieren.
In diesen Konstellationen werden die Aufgaben der Alltagsbewältigung aufwendig und kompliziert: Der Mensch in seinem Leib wird sich zunehmend zu einer Aufgabe der Sorge und der Gestaltung bis hin zum Optimierungswahn, die Lebensmöglichkeiten in Zeit und Raum öffnen sich. Routinen sind nicht selbstverständlich, sie müssen begründet werden, Pragmatismen müssen ausgewiesen werden gegenüber den Erwartungen, dass Handlungen nachvollziehbar sind. Die Orientierung am Gelingenderen sieht sich der Offenheit und Konkurrenz unterschiedlicher Lebensentwürfe ausgesetzt. In diesen Konstellationen wird Alltagsbewältigung zur Auseinandersetzung zwischen der elementaren Gestaltung von Alltäglichkeit und offeneren Möglichkeiten. Menschen können sich wählen und müssen sich wählen, die Gestaltung des Lebenslaufs wird zum Risiko und Abenteuer der Freiheit.

### Belastungen und Krisen im Alltag
Solches Leben in der Alltagsbewältigung kann misslingen, Menschen kommen in ihren Anstrengungen um Bewältigung nicht zurecht. Die Ressourcen reichen nicht, die Sicherheiten in der Arbeit, in der Familie und im Freundeskreis brechen weg. Menschen geraten in Überforderung, in Hilflosigkeit, in Angst und Panik; sie retten sich in bornierte Alltagswelten, sie sichern sich, indem sie sich gegen andere absichern und sie ausgrenzen. In Verzweiflung und Hilflosigkeit verhärten sie sich, sie entwickeln Ausweichstrategien, in denen sie sich nicht selten erst recht verfangen; soziale Konflikte, Verunsicherung, Beschämung, Angst bestätigen und verstärken sich gegenseitig. Anstrengungen um eine neue Sicherheit erscheinen eher als Zumutung. Menschen geraten in Einsamkeit oder in abseitige Vorstellungen und Lebensmuster, in Sucht oder psychische Erkrankung. In diesen Schwierigkeiten sucht lebensweltorientierte Soziale Arbeit die Menschen zu unterstützen.

## Lebensweltorientierte Soziale Arbeit
Indem lebensweltorientierte Soziale Arbeit von den Schwierigkeiten im Alltag ausgeht, fragt sie nach Verhältnissen, die allen Menschen gemeinsam sind. Sie unterstützt Menschen in den Schwierigkeiten heutiger Normalität und vor allem die, die in diesen Schwierigkeiten besonders belastet sind und deshalb besondere Hilfen und einen besonderen Aufwand brauchen. Lebensweltorientierte Soziale Arbeit erweitert damit den Adressatenkreis bis in die Mitte der Gesellschaft, sie wird Bestandteil der sozialen Kommunalpolitik. Lebensweltorientierte Soziale Arbeit sieht ihre Adressaten in der Auseinandersetzung mit dem Alltag und setzt auf Unterstützung in Alltagsschwierigkeiten, sie findet im Kontext der kommunalen Hilfen ihr spezifisches Aufgabenfeld neben Schule/Ausbildung, Medizin/Psychiatrie, Polizei/Justiz. Weil dieses Aufgabenfeld aber – entsprechend der erst neueren Akzentuierung der alltäglichen Bewältigungsprobleme – sich erst im vorigen Jahrhundert formiert hat, bleibt die gesellschaftliche Stellung der Sozialen Arbeit unter den anderen sozialen und Bildungsagenturen bisher eher nachgeordnet und prekär.
Indem lebensweltorientierte Soziale Arbeit Menschen in ihrer Alltäglichkeit sieht, sieht sie sie nicht primär von sozialen Problemen oder Lebensschwierigkeiten aus, sondern versteht diese Schwierigkeiten als Anstrengungen der Lebensbewältigung, die unter gegebenen Umständen zu schwierigen und unglücklichen Lebensmustern führen. Erst darin und von da aus ergeben sich die besonderen Aufgaben der Hilfe und Unterstützung. Lebensweltorientierte Soziale Arbeit wendet sich also im Verständnis ihrer Adressaten gegen die Definition der Menschen von solchen Problemen und Schwierigkeiten aus, analog dazu, wie die neuere Pädagogik nicht nach „Behinderten“, sondern nach „Menschen mit Behinderung“ fragt.
In ihrem Ansatz in den Bewältigungsaufgaben des Alltags sieht lebensweltorientierte Soziale Arbeit immer vor allem auch die Ressourcen, die Stärken und Potentiale, die in der Anstrengung um Lebensbewältigung und in der Lebenswelt gegeben sind. Diese Potentiale nimmt sie wahr, nutzt und stärkt sie. Sie sieht immer auch die indirekten Möglichkeiten von Hilfe und Unterstützung und stützt sie und agiert erst von da aus, gleichsam in sie eingebettet, in intensiveren sozialarbeiterischen Möglichkeiten.
Diese liegen in der Chance der Distanz, die es erlaubt, die Verhältnisse auch von außen zu sehen und darin auch in ihren Hintergründen und Bedingtheiten zu erkennen und organisationelle Rahmungen und Räume zur Unterstützung und für Veränderungen zu öffnen und spezifische methodische Kommunikationsmuster zu nutzen. Soziale Arbeit sucht und findet in den Problemen der Adressaten die Ansatzpunkte für ihre sozialarbeiterischen Möglichkeiten, übersetzt sie in ihre Aufgaben und Möglichkeiten und entwirft und erprobt gemeinsam mit den Adressaten, welche Möglichkeiten hin zu einem gelingenderen Leben sich realisieren lassen.
Die Zugänge der lebensweltorientierten Sozialen Arbeit müssen in unterschiedlichen Dimensionen bestimmt werden, durch allgemeine Struktur- und Handlungsmaximen, durch eine spezifisch geprägte Kommunikation zwischen Professionellen und Adressaten und durch eine spezifische Kultur der Organisationen. Diese drei Dimensionen sollen nacheinander skizziert werden.

## Struktur- und Handlungsmaximen
Die Struktur- und Handlungsmaximen – Alltagsnähe, Regionalisierung/Sozialraumorientierung, Prävention, Integration/Inklusion, Partizipation und Einmischung – sind zuerst 1990 im Achten Jugendbericht dargestellt worden. Diese Maximen wurden im Laufe der Zeit weiterentwickelt, sie müssen angesichts der sich verändernden gesellschaftlichen und sozialpolitischen Situation immer wieder neu pointiert und erweitert werden.

### Alltagsnähe
Mit Alltagsnähe – fundiert im Verstehen der Adressatinnen – wird ein Gestaltungsprinzip für sozialpädagogisches Handeln bezeichnet, das von der Präsenz der Sozialen Arbeit in der alltäglichen Lebenswelt der Adressaten ausgeht. Soziale Arbeit muss im Alltag erreichbar sein, es gilt das Primat der niedrigschwelligen ambulanten Hilfen. Entsprechend den unterschiedlichen Problemlagen entsteht das neue verzweigte Gefüge von Angeboten, in dem die Adressaten entweder in ihrem Alltag beraten, in ihrem Alltag gestützt und begleitet werden oder auch, wo es notwendig erscheint, in einem eigenen, wiederum lebensweltlich strukturierten Angebot Hilfen finden. Die Entwicklung eines Systems der flexiblen und integrierten Hilfen wird als Aufgabe gesehen.

### Regionalisierung/Sozialraumorientierung
In den letzten Jahrzehnten ist das Prinzip von Regionalisierung bzw. Sozialraumorientierung für die Soziale Arbeit in vielfältigen Aspekten konkretisiert worden. Regionalisierung meint zunächst die Orientierung der Angebote der Sozialen Arbeit an den räumlichen Gegebenheiten der unterschiedlichen Alltagswelten – der Familie, der Jugend, der Alten, der Stadt – und die Nutzung von Hilfen im regionalen Nahraum. Darüber hinaus zielt dieses Prinzip auf die Gestaltung von öffentlichen Räumen, die abgestimmt sind auf die jeweiligen Bedürfnisse und Interessen bestimmter Bevölkerungsgruppen, und es zielt ab auf die Stadtplanung sowie auf die Wohnungs- und Verkehrspolitik. In diesem Kontext setzt lebensweltorientierte Soziale Arbeit auf einen Lebensraum, der geprägt ist durch Kooperation und Koordination mit zivilgesellschaftlichen Aktivitäten. Dieses Prinzip der Regionalisierung/Sozialraumorientierung wird auch immer wieder als eigenes – neben der Lebensweltorientierung stehendes – Leitprinzip der Sozialen Arbeit ausgelegt, was dazu geführt hat, dass hier vielfältige Differenzierungen entwickelt wurden. Aber das Konzept Lebensweltorientierung insistiert darauf, dass Sozialraumorientierung eine Maxime unter den anderen ist, weil sie nur so der Komplexität in der heutigen Alltagsbewältigung gerecht wird.
Sozialraumorientierung bezieht sich aber nicht nur auf den real erfahrenen, sondern ebenso auf den virtuellen Raum, der virtuelle Raum ist eine Erweiterung der Lebenswelt. Hier lassen sich die Aufgaben angesichts des rasanten Tempos der Entwicklungen kaum überschauen. Die neuen Kommunikationsformen, die Fülle der verfügbaren Informationen und der in ihnen wirksamen (in den spezifischen Algorithmen strukturierten) Verständnis- und Handlungsmuster verlangen neue Entscheidungskompetenzen. Das Verhältnis von realem und virtuellem Raum muss im Wissen um die unterschiedlichen Strukturprinzipien und Kommunikationsformen neu bestimmt werden. Da sich in der Verfügbarkeit und Nutzung der Medien ressourcenbestimmt neue gravierende Ungleichheiten zeigen, gilt es auf Gerechtigkeit in den Zugängen zu insistieren.

### Prävention
Prävention will Menschen befähigen, Herausforderungen in den Möglichkeiten und Bedrohungen einer prinzipiell offenen Zukunft möglichst gut zu bewältigen. Prävention ist in der Sozialen Arbeit – ebenso wie in der Pädagogik – zunächst eine Selbstverständlichkeit: Es geht um die Gestaltung einer gelingenderen Gegenwart, um von hier aus Voraussetzungen für die Bewältigung weiterer, zukünftiger Aufgaben zu schaffen, es geht um die Gestaltung des Alltags im Horizont des Gelingenderen. Prävention bezieht sich auf Bewältigungsaufgaben im Horizont von Zeit. Neben dieser grundlegenden primären Prävention meint sekundäre Prävention die besondere Achtsamkeit auf absehbare problematische Entwicklungen, die etwa durch Situationen der Not und Verarmung, der Verunsicherung, der besonderen Belastungen in Krisen gegeben sind. Tertiäre Prävention meint die nachgehenden Unterstützungen in der Rückkehr in wieder „normale“ Lebensverhältnisse.
In der neuen Diskussion führt das Wissen um die Gefährdungen zur sexualisierten Gewalt zu neuer gesteigerter Aufmerksamkeit und zu differenzierten Arrangements im Kinder- und Jugendschutz, aber auch in den Regelungen des professionellen Handelns. So sehr damit die Aufgaben von Prävention neu gewichtet werden müssen, so bleibt doch bestehen, dass Prävention in sich ambivalent ist: Wenn sich der Blick in die Zukunft auf Risiken und Gefährdungen konzentriert, dann kann das dazu führen, dass das Leben nur im Horizont möglicher Katastrophen, gleichsam vom „worst case“ aus, gesehen wird und dass die in den Bewältigungsmustern des Alltags angelegten Potenziale übersehen und nicht genutzt werden. Belastete Situationen erscheinen dann prinzipiell als Risiko, dem es vorzubeugen gilt, so es das Versicherungsdenken mit seinen immer neuen und absichernden Arrangements der Vorsorge verlangt. Und schließlich: Prävention als Aufgabe, sich auf drohende und absehbare Gefährdungen einzustellen und ihnen entgegenzuwirken, gewinnt eine neue und elementare Bedeutung angesichts der ökologischen und klimatischen Entwicklungen und der damit auf uns zukommenden neuen sozialen Verwerfungen. Der Mensch ist im Alltag auf seine Bewältigungsaufgaben im Hier und Jetzt konzentriert und deshalb unwillig, sich darüber hinaus auf die Verhältnisse einer ferneren Zukunft einzustellen. Hans Jonas hat dagegen schon vor Jahrzehnten darauf hingewiesen, dass wir eine Ethik brauchen, in der es nicht nur um die Gestaltung von Gegenwart, sondern um Gegenwart im Horizont von Zukunft geht. So evident im Alltag der Unwille ist, die gegebenen Verhältnisse zu überschreiten, so deutlich sind gerade hier auch die vielfältigen Notwendigkeiten und Möglichkeiten, sich auch in den Alltagsgewohnheiten und Selbstverständlichkeiten neu zu orientieren (Böhnisch).

### Integration/Inklusion
Die Aufgaben, die sich aus dem Verhältnis der prinzipiellen Gleichheit aller Menschen in der Alltäglichkeit und der Unterschiedlichkeit der Alltagswelten stellen, lassen sich mit den Begriffen Integration bzw. Inklusion bezeichnen. Die Frage nach der Inklusion bezieht sich zunächst auf Menschen mit Behinderungen, auf Menschen mit unterschiedlichem kulturellem Hintergrund und unterschiedlicher geschlechtlicher Orientierung; sie erweitert sich zu den generellen Fragen der Diversität und den Erkenntnissen der Intersektionalität. Inklusion fordert die Ansprüche und Rechte unterdrückter und benachteiligter Gruppen ein, deren Leben durch die machtvolle Selbstbehauptung der „Normalen“ und Erfahrungen der Stigmatisierung, Demütigung, Beschämung und Entwürdigung beeinträchtigt ist und sieht darin vor allem auch eine Aufgabe der „Normalen“. Unterhalb einer wohlfeilen Unterstellung, dass das Postulat der Gleichheit schon die Realisierung der Gleichheit bedeute, wird es in der Dramatik der Auseinandersetzungen um die Gestaltung des Alltags (im Zusammenspiel neuer gesetzlicher Vorgaben und deren Umsetzung in die Alltäglichkeit der Lebensgestaltung, des Lernens, Wohnens und Arbeitens) darauf ankommen, die prinzipielle Gleichheit aller mit dem Respekt und der Aufmerksamkeit für die Unterschiedlichkeiten und die damit gegebenen besonderen gesellschaftlichen und alltäglichen Aufgaben zu vermitteln. Es gilt der Grundsatz, dass alle Menschen gleich sind und ihnen gleiche Rechte zustehen, dass aber die jeweiligen Unterschiede und Eigenheiten respektiert und anerkannt werden müssen und dass, wo es nötig ist auch Unterstützungen institutionalisiert werden.
Die Frage der Integration/Inklusion als allgemeines gesellschaftliches Prinzip gewinnt in den derzeitigen Verhältnissen neues und dramatisches Gewicht. Alltäglichkeit insistiert auf der Unhintergehbarkeit der je eigenen, konkreten Erfahrungen. Die Unübersichtlichkeit und Verunsicherung der gegebenen Verhältnisse führt zu Formen einer aggressiven Desintegration. Man weiß, was Sache ist, man hat es gesehen und erlebt, man ist unmittelbar berührt, die Freunde sehen es ebenso; wer es anders sieht, ist fremd und anders, man grenzt sich ab und die anderen aus – ein solches Denken verbindet sich dann immer wieder mit altautoritären, demokratiefeindlich rechten, fremdenfeindlichen und antisemitischen Begründungen. Die „Blasen“ in den sozialen Medien und die populistischen Ideologien lassen diese Tendenzen zu einer Macht werden, die die Integration gefährdet. Dagegen braucht es eine dezidierte Destruktion dieser bornierten Alltagserfahrungen, eine entschiedene Konfrontation mit dem Gelingenderen im Horizont der Menschenrechte, gestützt durch die unbedingte Verpflichtung zur Faktenprüfung.

### Partizipation
Eine weitere Maxime für die lebensweltorientierte Soziale Arbeit ist das gemeinsame Engagement aller Beteiligten in der Verhandlung und Gestaltung gemeinsamer Aufgaben; sie repräsentiert sich in unterschiedlichen Bereichen unterschiedlich und ist gegenwärtig ein wichtiges Entwicklungselement in verschiedenen Arbeitsfeldern. Partizipation in der Bedeutung von „Einbeziehung“, „Teilhaben-Lassen“ hat auch den Ton von gönnerhaftem Gewähren. Gemeint ist dagegen die Beteiligung der Adressaten an den sie betreffenden Entscheidungen und die Mitwirkung und Mitgestaltung ihrer lebensweltlichen Belange. Das verlangt die Institutionalisierung der Interessenvertretung der jeweils Betroffenen, wie es z. B. in der Kooperation mit Eltern und Ehemaligen (den Care-Leavern) in der Heimerziehung arrangiert wird, aber auch in der zunehmenden Einrichtung von Ombudsstellen.

### Einmischung
Die Maxime der Einmischung thematisiert die Position der lebensweltorientierten Sozialen Arbeit im Gefüge des Sozialstaats und in der Gesellschaft, wobei Einmischung auf unterschiedlichen Ebenen praktiziert wird. Einmischung insistiert darauf, dass Unterstützungen auf der Vorderbühne der alltäglichen Bewältigungsmuster immer offen sein müssen zur Gestaltung und Veränderung der Hinterbühne und der sie bedingenden Verhältnisse. Sie stärkt und ermutigt die Adressaten, sie verlangt die politische Anwaltschaft der Sozialarbeiter für die Probleme ihrer Adressaten in den politischen Auseinandersetzungen. Der Terminus „Einmischung“ betont die Aufgabe, in politischen Gremien Gehör und Möglichkeiten zur Mitwirkung zu erlangen; die Politik der Coronakrise und die in ihr gegebene beschämende, ja skandalöse Nachrangigkeit der Fragen alltäglicher Bewältigungsprobleme und -leistungen hat dieses Defizit gerade ja noch einmal drastisch deutlich gemacht.
Einmischung aber muss auch zu Kooperationen in Projekten führen, die den eigentlichen Aufgabenbereich der Sozialen Arbeit überschreiten. Die Entwicklung solcher Kooperationen ist in den letzten Jahren vor allem auch dadurch vorangetrieben worden, dass Bewältigungsprobleme zunehmend als Problem auch in anderen Institutionen deutlich geworden sind: Schule erfährt, dass ihr eigener spezifischer Auftrag der curricularen Vermittlung von Bildung eingebettet sein muss in neue Formen des Verständnisses und der Arbeit an den lebensweltlichen Bedingungen heutiger Heranwachsender. Schulsozialarbeit wird in den vielfältigen Formen der Beratung und eigener Projekte Bestandteil des Bildungsangebots, darüber hinaus entstehen Ganztagsschulen, Konzepte für Bildungslandschaften und spezifische sozialarbeiterische Hilfen in Familien. Neue Entwicklungen innerhalb der Jugendberufshilfe weisen ebenfalls in die Richtung einer zu intensivierenden Kooperation. Die sonderpädagogische Arbeit mit Menschen mit Behinderung öffnet sich zu lebensweltorientierten Perspektiven. Medizin und Psychiatrie lernen, dass der Umgang mit der Krankheit neben der medizinischen Versorgung eigene lebensweltliche Aufgaben des Umgangs mit der Krankheit stellt. Zwischen Sozialarbeit und Jugendpsychiatrie gibt es vielfältige und bewährte Muster der Kooperation. Die Sozialpsychiatrie wird ein neuer, großer Arbeitsbereich in der psychiatrischen Versorgung; die Kooperation mit der Justiz/Polizei repräsentiert sich nicht nur in der Organisation interdisziplinärer, gemeinsamer Verhandlungen, sondern auch in Konzepten zur Koordination von Gefängnis- und Gemeinwesenarbeit.
In allen diesen Kooperationen kommt es drauf an, dass lebensweltorientierte Soziale Arbeit ihren eigenen Ansatz, am Alltag der Adressaten anzusetzen und deren Probleme kompetent zu bearbeiten, selbstbewusst einbringt und dass sie sich gegen die Zumutung wehrt, nur Zuarbeit zu leisten (Natürlich, so heißt es immer wieder, brauche es die Alltagsgeschäfte, aber das Eigentliche leisteten die jeweils zuständigen Professionen.) Soziale Arbeit muss um des Anspruchs der Adressaten auf Entfaltungsmöglichkeiten und entsprechende Bearbeitung ihrer Alltagsprobleme auf der Verhandlung zwischen gleichberechtigten Positionen bestehen.

## Professionelles Handeln
Soziale Arbeit ist in weiten Bereichen Kommunikation zwischen Sozialarbeitern und Adressaten. Das Handlungsprofil der Sozialarbeiter ist in spezifischer Weise bestimmt.

### Zum Handlungsprofil der Professionellen
Zunächst ist es wichtig darauf zu insistieren, dass Sozialarbeiter wie die Adressaten in ihrem Alltag agieren. Die in der Gemeinsamkeit der Alltäglichkeit angelegten Möglichkeiten eines elementaren Verstehens sind die Basis produktiver Kommunikation zwischen Sozialarbeitern und Adressaten, die aber durch Wissenschaft und Erfahrung gestützt und reflektiert werden muss. Die fachlichen Voraussetzungen des professionellen Handelns können näher bestimmt werden durch die Begriffe Liebe, Vertrauen, Neugier und Zumutung. – Liebe meint die unbedingte Anerkennung des Menschen in seinem Selbstverständnis und Eigensinn, so wie er ist. – Vertrauen steht für die unbeirrbare Erwartung, dass Veränderungen und Verbesserungen möglich sind, dass, in der traditionellen Sprache der Pädagogik geredet, Menschen bildsam sind und nicht als hoffnungslos oder verloren verstanden werden dürfen. – Neugier bedeutet die Aufmerksamkeit für die Interessen und Eigensinnigkeiten der Adressatinnen, also dafür, wie Menschen sich aus ihren eigenen Möglichkeiten und ihrer Zielstrebigkeit oft auch gegen die Erwartungen der Professionellen entwickeln können. – Zumutung schließlich thematisiert die in aller gemeinsamen Arbeit gegebene Repräsentation des Ziels eines gelingenderen Lebens, wie es als konkrete Utopie von Gerechtigkeit und Solidarität im Horizont von Menschenrechten gefasst ist.
Dass professionelles Handeln in den Aufgaben der Zumutung anspruchsvoll ist, ist evident. Hier lastet auch die Geschichte der Sozialen Arbeit schwer auf der Gegenwart, zumal die alten autoritären Muster unter vielfältigen Vorwänden immer wieder reaktiviert werden. Vor allem aber legt die für unsere Zeit so charakteristische Offenheit in der normativen Orientierung Zurückhaltung nahe, man begnügt sich nicht selten mit professioneller Distanz. Aber dadurch ist die der Sozialen Arbeit aufgegebene Verantwortung für die Zumutung des Gelingenderen nicht aufgehoben. Und sie ist noch einmal prekär darin, dass Sozialarbeiter sich in ihrem Handeln immer gebunden wissen an die lebensweltlichen Verhältnisse der Adressaten. Manche brauchen auch vor allem Unterstützung darin, dass sie ihre Verhältnisse der Abhängigkeit, der Krankheit, des Alters, der Trauer und des nahenden Tods aushalten.
Sozialpädagogisches Handeln kann seine Ziele nur realisieren im Wissen darum, dass es als unterstützendes und helfendes Handeln riskant ist. Wenn Professionelle mit ihrer Expertise etwas bieten, was andere brauchen, agieren sie strukturell asymmetrisch. Sie wollen helfen, sie dringen – pointiert geredet – in die Alltagswelt der Adressaten ein. Dass diese dagegen auch Widerstand leisten, dass sie misstrauisch und ängstlich sind, dass sie erproben, ob das, was die Sozialarbeiter ihnen bieten, auch wirklich hilfreich ist, ist zunächst selbstverständlich. Sie haben oft ja Geschichten der Enttäuschung, Abwehr und Resignation hinter sich, auch im Umgang mit Sozialer Arbeit.
Die Professionellen haben Macht, die schon darin angelegt ist, dass sie über Entscheidungsbefugnisse verfügen, mit denen sie die Adressaten in die Muster und Möglichkeiten der Sozialen Arbeit einpassen können. Man sieht, pointiert formuliert, den Menschen in den vorgegebenen Mustern der fachlichen Möglichkeiten, man sieht den „sozialpädagogischen Fall“. Und: Macht bietet immer auch Gelegenheit zur direkten Gewalt und, wie es neuerdings so schrecklich deutlich wird, zur sexualisierten Gewalt.
Darüber hinaus agieren Sozialarbeiter in den Strukturen ihrer Alltäglichkeit, agieren in Routinen, die immer einengen können, in Pragmatismen, um überhaupt zu überleben. Das ist besonders prekär in den heute oft so schlecht ausgestatteten und überlasteten Situationen. Vor allem aber sind sie in den Arbeitsbeziehungen bestimmt durch ihre eigene Geschichte und ihre eigenen Erfahrungen, die sie blind machen können für das Anderssein der Adressaten. Soziale Arbeit, in diesen Spannungen praktiziert, ist auf kritische Reflexion und Selbstreflexion angewiesen, diese muss auch in kollegialer Beratung, Unterstützung und Kritik institutionalisiert sein.
Das konkrete Handeln der Professionellen muss sich einerseits am notwendigen gesicherten und sichernden professionellen Wissen und Können orientieren, andererseits braucht es sensible Achtsamkeit für die spezifischen Konstellationen im jeweils konkreten Fall und deren Potentiale. Diese anspruchsvolle Balance wird als Strukturierte Offenheit bezeichnet.
Lebensweltorientierte Soziale Arbeit realisiert sich in Kasuistik. Kasuistik wird dabei im weiten Sinne verstanden, also als Darstellung und Rekonstruktion der Geschichte eines Einzelnen, einer Gruppe oder einer sozialpädagogischen Institution, eines Stadtteils oder einer zivilgesellschaftlichen Initiative. In der Kasuistik geht es darum, Entwicklungen und Strukturen zu rekonstruieren und dabei der Besonderheit der individuellen Gegebenheiten gerecht zu werden, aber auch den so schwer zu fassenden Fügungen des Zufalls.

### Institutionen und Organisationsmuster der lebensweltorientierten Soziale Arbeit
Lebensweltorientierte Soziale Arbeit agiert in den Struktur- und Handlungsmaximen und in der professionellen Kommunikation immer in Institutionen und in deren spezifischen organisationsbedingten Handlungs- und Definitionsmustern. Die Macht der Selbstreferenzialität der organisationalen Problemdefinitionen und Arbeitsvollzüge muss aufgefangen werden in einem lebensweltlichen Verständnis der Aufgaben, es braucht die Entwicklung einer Organisationskultur, in der Organisationen als je eigene Lebenswelt verstanden werden, die in ihren Definitionen der Adressaten und ihrer Organisationsstruktur lebensweltlich bestimmt ist und in der z. B. Alltagsnähe und Partizipation in Bezug auf ihre Mitarbeitenden realisiert wird. Dieser Anspruch wird in unserer Gegenwart herausgefordert durch die zunehmend wachsende Macht von Regelungen und Bestimmungen und das um sich greifende Versicherungsdenken. Es stellt sich zunehmend die Frage, ob auch in Organisationen die Alltagsmuster der Pragmatik und der damit einhergehenden Anstrengung um Anerkennung für das je eigene Handeln in neuer Weise zur Geltung gebracht werden können und müssen. Schließlich: Organisationelles Handeln sieht sich durch die Möglichkeiten der digitalen Gestaltungen herausgefordert, dabei gilt es, die Chancen zu Transparenz, Effektivitätssicherung und Arbeitserleichterung zu nutzen, ohne den Suggestionen einer vereinfachenden, nur sparenden und nur durch die Struktur der Algorithmen bestimmten Wirklichkeitssicht zu verfallen. Lebensweltorientierung insistiert auf dem unaufhebbar kommunikativen Charakter als Kern ihrer Aufgaben.

## Lebensweltorientierte Soziale Arbeit als kritische Soziale Arbeit
Lebensweltorientierte Soziale Arbeit kann nur als kritische Soziale Arbeit realisiert werden. Kritik bestimmt als durchgehendes Prinzip ihre unterschiedlichen Bereiche und Aufgaben. Lebensweltorientierte Soziale Arbeit ist kritisch in Bezug auf die gesellschaftlichen Machtverhältnisse im Postulat von Gerechtigkeit, Solidarität und Selbstbestimmung, sie ist ebenso kritisch in Bezug auf die Gegebenheit des Alltags zwischen Alltäglichkeit und Alltagswelten und deren Spannungen zu den Lebenslagen. Lebensweltorientierte Soziale Arbeit ist kritisch in den Ambivalenzen des Alltags zwischen dem Gegebenen und dem Möglichen. Sie ist aber ebenso kritisch in Bezug auf die Ambivalenzen ihrer eigenen Arbeit, die Spannungen also zwischen dem Alltag der Adressaten und den professionellen Zugängen und die Spannungen in ihrem professionellen und institutionellen Programmen und Handeln. Solche Kritik, die Wachheit für die je gegebenen Widersprüche und der Willen, in den Konflikten zu agieren, ist immer bezogen auf die Arbeit am Gelingenderen, also die Arbeit im Horizont der konkreten Utopie im Anspruch an Solidarität und Selbstbestimmtheit. Solche Kritik, die sich in den vielfältigen Dimensionen der Arbeit konkretisiert, kann im Konzept von Rahel Jaeggi gedacht werden: Es geht um Kritik nicht nur innerhalb der Verhältnisse oder um Kritik von außen, sondern um interne Innovation, es geht um Kritik, die im breiten Feld der unterschiedlichen Aspekte in ihren Widersprüchen zu neuen Handlungsoptionen engagiert ist. Dieser allgemeine Wille zum Gelingenderen hat in der Sozialen Arbeit, wie in der Pädagogik überhaupt, seine besondere Pointe darin, dass die Zumutung für die Adressaten, sich auf die Arbeit am Gelingenderen einzulassen, nur möglich ist, wenn die Professionellen ihrerseits am Gelingenderen orientiert sind, also in aller Kritik auf dem Willen zu einem weiterführenden Handeln insistieren.

## Kritik am Konzept
Das Konzept der lebensweltorientierten Sozialen Arbeit und darin vor allem der Bezug auf den Alltag und die Verbindung von Alltag und Sozialer Arbeit in den Gegebenheiten unseres Sozialstaats ist immer wieder Gegenstand sehr grundsätzlicher Kritik (z. B. Prange, Fatke, Staub-Bernasconi), vor allem aber vielfältiger kritischer Rückfragen und Weiterungen geworden (z. B. Kraus, Böhnisch). Es fehle eine grundlegend pädagogische Orientierung, der Bezug auf den Alltag sei unfähig, spezifisch professionelle Aufgaben zu fundieren; die grundlegenden Begriffe seien nicht genügend bestimmt; der Überhang an konzeptionellen Überlegungen ergebe keine hinreichenden Impulse für empirische Forschung. Außerdem verhindere die Konzentration auf Alltagsprobleme kritische gesellschaftliche Fragen; diese werden angesichts der Aufgaben und Organisationen der Praxis vernachlässigt, ja weggedrängt, das Konzept sehe nicht auf die eigensinnige Erfahrung der Adressaten und beschränke sich auf die Probleme des professionellen Arbeitens. Diese Kritik hat durch die Jahrzehnte seit seiner Entstehung hindurch zur Differenzierung und Konkretisierung des Konzepts beigetragen. Kritische Fragen an das Konzept sind aber dadurch sicher nicht erledigt.